# Boulengerella xyrekes
Boulengerella xyrekes е вид лъчеперка от семейство Ctenoluciidae. Видът не е застрашен от изчезване.

## Разпространение
Разпространен е в Бразилия и Венецуела.

## Описание
На дължина достигат до 38,2 cm.
Популацията на вида е стабилна.